# Tarusa (ciudad)
Tarusa (en ruso Тару́са) es una ciudad rusa, capital del raión homónimo en la óblast de Kaluga.
En 2021, la ciudad tenía una población de 9918 habitantes. En su territorio no hay pedanías.
Se encuentra en la orilla izquierda del río Oká, 76 km al noreste de Kaluga y 140 km al suroeste de Moscú.

## Etimología del nombre
El nombre proviene del río Tarusa, un afluente del río Oka..

## Historia
Tarusa existe desde 1246, siendo entonces la capital de uno de los principados de la parte superior del Oka. 
En el siglo XVIII, Catalina II de Rusia reconstruyó Tarusa según un plan general, con la plaza Sobornaya en el centro y un Sobor (iglesia). Desde el centro, todas las calles de Tarusa se extendían de forma regular. El diseño de la ciudad de Catalina II y es visible.
El poder soviético se estableció en Tarusa el 27 de diciembre de 1917. En los años siguientes, se cerraron todas las iglesias de la ciudad y se erigió un monumento a José Stalin en la plaza central. Durante la Segunda Guerra Mundial, el Ejército alemán  se acercaron a Tarusa y la tomaron camino a Moscú. La ciudad fue ocupada por los alemanes entre el 24 de octubre y el 19 de diciembre de 1941.

## Tarusa - ciudad de los "sesenta", disidentes y arte libre
Cuando Stalin murió en 1953 y muchos ex presos políticos fueron liberados, aún no podían regresar a sus antiguos lugares de residencia, ya que las leyes soviéticas aún les prohibían vivir a menos de 101 kilómetros de Moscú, Leningrado y todas las grandes ciudades. Por lo tanto, tuvieron que elegir pequeños pueblos de esta zona de 101 kilómetros, y Tarusa se convirtió en uno de ellos. Español Uno de los primeros en establecerse aquí fueron los antiguos prisioneros del Gulag, el poeta Arkady Steinberg y el pintor Boris Sveshnikov, seguidos por muchos otros como Anatoly Marchenko, Larisa Bogoraz, Gleb Yakunin, Pavel Litvinov, Alexander Ginzburg, Andrey Amalrik, Sergei Kovalev, Zoya Krakhmalnikova, Lev Kopelev y Frida Vigdorova. El libro Tarusa - el kilómetro 101 de Tatyana Melnikova está dedicado a las vidas y destinos de los disidentes que vivieron en Tarusa. 
Tras la declaración de Jrushchov de sus políticas de desestalinización en 1956 y la eliminación gradual de las restricciones anteriores, muchas de las personas reprimidas por las autoridades soviéticas prefirieron permanecer en Tarusa. Cultivaban el espíritu de libertad y emancipación y llevaban una vida intelectual y espiritual intensa, intentando compensar las décadas perdidas en prisión. Atraídos por este espíritu especial de libertad y aura de librepensamiento, muchos representantes de la intelectualidad moscovita, agobiados por la rigidez de la realidad soviética, se sintieron atraídos a Tarusa.

## Personalidades notables en Tarusa
Varias personalidades rusas, atraídas por la belleza del sitio, han vivido y trabajado en Tarusa; como el pintor Viktor Borisov-Moussatov, la poetisa Marina Tsvetáyeva, el cristalógrafo Gueorgui Wolf, el Premio Nobel de Literatura (1965) Konstantin Paoustovski, el escultor Vassili Vataguine y los pintores Nikolai Krymov y Vassili Bakcheïev. El museo del pintor Vasily Polenov se encuentra no muy lejos de Tarusa.